# Het Koninklijk Penningkabinet

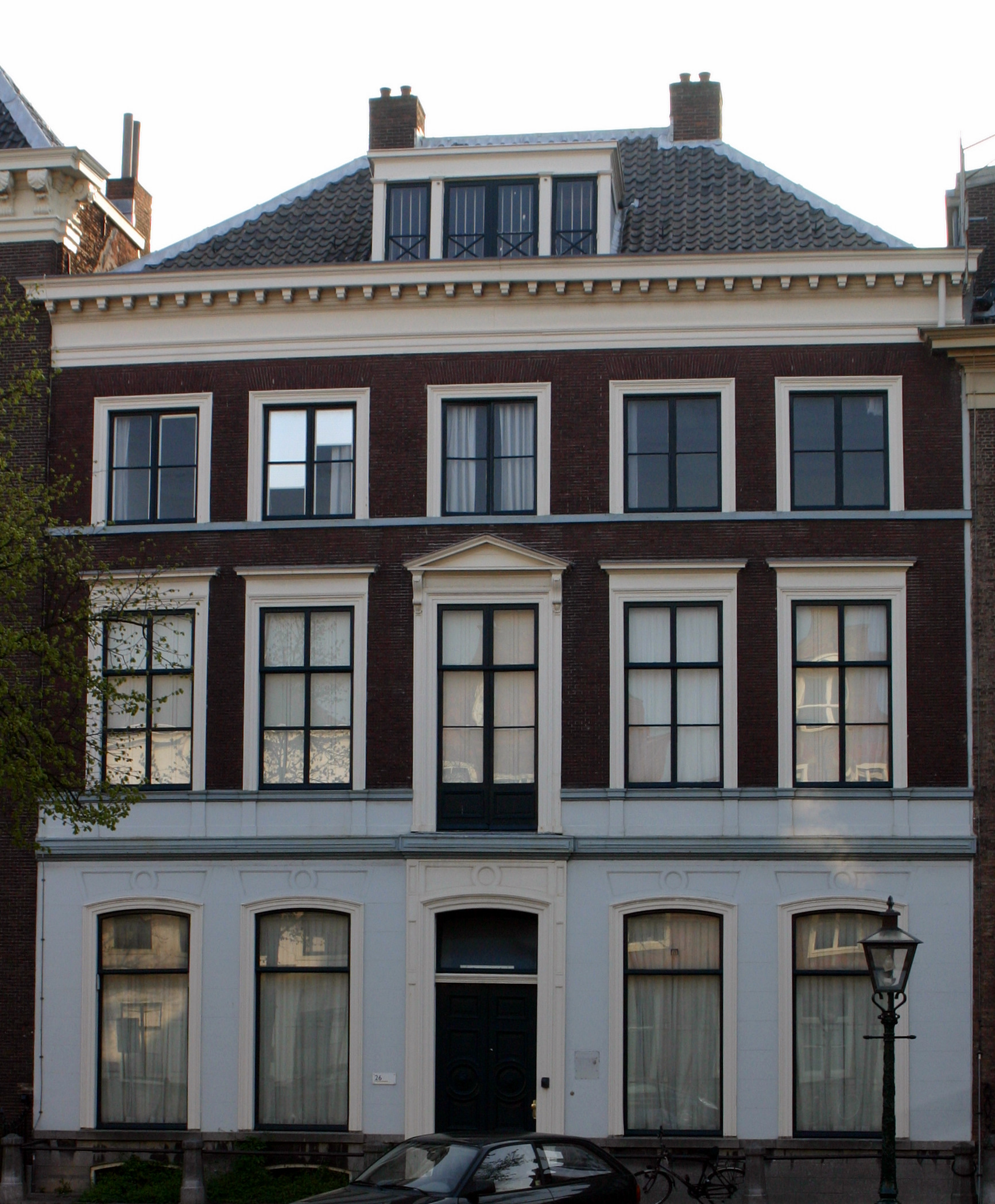
Het pand van het voormalig museum in Leiden

Het Koninklijk Penningkabinet was van 1816 tot 2004 een rijksmuseum op het gebied van munten, penningen en gesneden stenen. Het werd opgericht in de Nederlandse stad Den Haag. Vanaf 1986 was het gevestigd op het Rapenburg 26 in Leiden, provincie Zuid-Holland.

## Collectie
De collectie van het museum omvatte onder meer munten uit gezonken schepen, bijzondere bankbiljetten, gouden penningen, Afrikaanse geld-armbanden en oude muntweegschaaltjes.
In 2000 werd een goudstaaf afkomstig van het schip Leimuiden van de Verenigde Oostindische Compagnie (VOC) op klaarlichte dag gestolen uit het museum. Het was de enige overgebleven baar uit de tijd van de VOC.

## Opheffing
In 2004 werd het museum, samen met Het Nederlands Muntmuseum (gevestigd bij de Koninklijke Nederlandse Munt in Utrecht) en de numismatische afdeling van De Nederlandsche Bank ondergebracht in een nieuw museum: het Geldmuseum. Dat heeft in 2013 de deuren moeten sluiten, en een groot deel van de collectie is vervolgens ondergebracht in de Nationale Numismatische Collectie, beheerd door De Nederlandsche Bank in Amsterdam.